# Виджаянтімала
Виджаянтімала Балі, правильніше Вайджаянтімала або Вайджейантімала (там. வைஜெயந்திமாலா பாலி, [ɐ [ʋ] ( прослухати), англ. Vyjantimala, Vaijayanthimala, Vaijayantimala Bali; нар. 13 серпня 1933, Мадрас, Мадраське президентство, Британська Індія) — індійська акторка і танцюристка в стилі бгаратанатьям, педагогиня, хореографка та політична діячка. Друга (після Падміні) південно-індійська акторка (та перша тамільська), що прославилась у Боллівуді. Знімалася більше 20 років, її фільмографія налічує понад 65 кінофільмів. Її фільми Nagin (1954), «Мадгумати» (1958) і «Санг» (1964) стали найкасовішими фільмами відповідних років. Виджаянтімала — триразова володарка Filmfare Award за кращу жіночу роль. У 1968 році нагороджена урядовою нагородою Падма Шрі.

## Життєпис
Виджаянтімала Балі (до шлюбу Раман), більш відома під мононімом Виджаянтімала, народилася 13 серпня 1933 року в місті Мадрасі (в даний час — Ченнаї) в тамільській родині ортодоксальних індуїстів з касти Айенгар (брахманів-послідовників філософії Вішішта-адвайта). Її батько — Мандьям Дхати Раман, родом з Майсура, а мати — Васундара Деві, акторка тамільського кіно 1940-х років. Коли Виджаянтімала народилася, її матері було лише 16 років, і через невелику різницю у віці вони ставилися одне до одного скоріше як сестри. У зв'язку з тим, що Васундара Деві була зайнята на зйомках кіно і в танцювальних виступах, вихованням дівчинки займалися батько та бабуся по материнській лінії Ядугірі Деві.
Виджаянтімала закінчила середню школу Святого Серця при монастирі в Мадрасі. З дитинства професійно займалася класичним індійським танцем у стилі бхаратанатьям. Її вчителем танцю був гуру Vazhuvoor Ramiah Pillai, а також вона вивчала класичну індійську музику в стилі карнатак у гуру Manakkal Sivaraja Iyer, у якого раніше навчалася її мати.

## Кар'єра

### Акторська кар'єра
1949—1959 рокиДебют і перший успіх
На одному з танцювальних виступів у Гокхале Холі у Мадрасі Виджаянтімалу побачив режисер М. В. Раман і запросив зніматися у кіно. Він був одним з друзів родини, і йому вдалося переконати її родичів дозволити їй почати кар'єру в кіноіндустрії. У 1949 році, коли їй було лише 15 років, Виджаянтімала дебютувала в кіно, знявшись в тамільському кінофільмі Vazhkai. Вона також взяла участь у телугу-версії фільму під назвою Jeevitham, завдяки допомозі батька, який знає мову, і в гінді-версії під назвою Bahar, пройшовши курси з вивчення гінді. На відміну від інших акторів, її не довелося дублювати в жодній з версій фільму. Вона також власним голосом виконала дві пісні в Jeevitham. Між зйомками в головних ролях вона з'явилася в епізоді фільму Vijayakumari, де виконала танець у західному стилі під пісню «laalu…laalu…laalu». Фільм не став особливо успішним, однак танцювальний номер Виджаянтімали здобув велику популярність.
За п'ятирічним контрактом з AVM Productions, що забороняв їй зніматися на стороні, після завершення Bahar вона повернулася до Мадрасу і виступала в танцювальних шоу. Наступного разу в Боллівуді вона з'явилася разом з Кішор Кумаром у фільмі Ladki (1953), який був гінді-версією її фільмів Sangham на телугу і Penn тамільською мовою. Ladki зібрав 1,5 крора в касі і посів друге місце в списку найкасовіших фільмів року. По закінченню терміну контракту Виджаянтиімала отримала роль у гінді фільмі Nagin (1954), що оповідає про двох закоханих з ворогуючих племен. Фільм став найкасовішим фільмом року і зробив Виджаянтімалу по-справжньому знаменитою, хоча був найбільш примітний мелодіями Хеманты Кумара і вісьмома соло Лати Мангешкар (з 13 пісень фільму). На противагу початковому успіху наступні чотири фільми з Виджаянтімалою, що вийшли в 1955 році, провалилися в прокаті.
1955—1960 рокиЧандрамухі та Мадгуматі
Проте в цьому ж році Виджаянтімала зіграла одну з своїх найкращих та найвідоміших ролей — танцівниці і куртизанки Чандрамукхі у фільмі режисера Бімала Роя «Девдас». У ньому почалося її партнерство з Діліпом Кумаром, разом з яким вона знялася в семи кінострічках. «Девдас» — екранізація знаменитого в Індії однойменного роману бенгальського письменника Шарата Чандри Чаттерджі. Автор описував Чандрамукхі як зрілу жінку, і сценарист фільму Набенду Гхош був проти кандидатури Виджаянтімалі, бо вона була занадто молода. Проте всі акторки, яким роль була запропонована до цього (Наргіс, Біна Рай і Сурайя) відмовилися, і в режисера не залишалося вибору. Коли про те, що на роль запрошена акторка відома поки тільки танцями, дізналися кіновиробники, то з сарказмом сказали Рою «Чому б тобі не взяти коміка Кішор Кумара в якості Девдаса?». Однак Виджаянтімала повною мірою скористалася можливістю нарешті проявити не тільки танцювальний, але й акторський талант, і виправдала надії режисера. За роль у цьому фільмі їй була присуджена Filmfare Award за кращу жіночу роль другого плану, але акторка відмовилася прийняти нагороду. Це був перший і єдиний випадок в історії Filmfare. Свою відмову Виджаянтімала пояснювала тим, що не вважає свою роль другорядною, і її персонаж має таку ж важливість, як героїня Сучітри Сен}.
У 1956 році вийшло відразу 7 фільмів за участі Виджаянтімалі. Через велику кількість зйомок їй навіть довелося відмовитися від фільму Rajhath режисера Сохраба Моді, та її роль відійшла Мадхубале. У свою чергу Виджаянтімала замінила ту на зйомках фільму «Новий вік» (1957) з Діліпом Кумаром у головній ролі. У 1958 році вони знову знялися в парі у фільмі «Мадхумати» режисера Бімала Роя. Під час зйомок в околицях Найнітала з Виджаянтімалою стався нещасний випадок, танцюючи босоніж, вона перечепилася об камінь і отримала ушкодження ступні, які досі завдають їй болю. Так як майже всі сцени, в яких була зайнята акторка, включали в себе танці або біг, режисер наполіг на носінні сандалій під час решти зйомок. У фільмі Виджаянтімала зіграла відразу три ролі: загиблу кохану героя Мадхуматі, її двійника Мадхаві і реінкарнацію Радху. «Мадхуматі» вважається прабатьком інших фільмів про реінкарнації «Побачення» (1967), «Кохана» (1976), «Борг честі» (1980), «Зворотна сторона любові» (1981), «Каран і Арджун» (1995) і «Коли одного життя замало» (2007), в останньому з яких використовувалися деякі сюжетні ходи оригінального фільму.
Одночасно з «Мадхуматі» акторка знялася у фільмі Sadhna режисера Б. Р. Чопра, після того як акторка Німмі засумнівалась взяти цю роль. Ідея фільму була в тому, щоб показати, що куртизанка теж жінка, яка може мріяти про гідне місце в світі, дивиться зверхньо на танцівниць і повій. За сюжетом молодий чоловік (у виконанні Суніла Датта), що нехтує продажних жінок, заради хворої матері за допомогою свого друга наймає дівчину зображати свою наречену. Він не підозрює, що дівчина, що зве себе Раджні, насправді відома куртизанка Чампабаї, готова на все заради грошей. Потрапивши в обстановку люблячої родини, вона змінюється і усвідомлює, що на відміну від цих людей для своїх клієнтів не означає нічого. Однак правда виходить назовні, і нова родина відвертається від неї, не бажаючи мати нічого спільного з занепалою жінкою. У цьому фільмі Виджаянтімалі прекрасно вдалося змалювати і блискучу куртизанку, що розважає гостей в борделі, і скромну домогосподарку, якою вона вдавала себе в будинку героя. Саме цей фільм приніс їй першу Filmfare Award за кращу жіночу роль, хоча в тому році вона була номінована також і за «Мадхуматі».
1961—1970 рокиТріумф «Сангама» і низка провалів
У 1961 році Виджаянтімала знялася в головній ролі в «Гангу і Джамна», який був визнаний другим у списку найбільш касових фільмів після «Великого Могола». Сюжет розповідає про двох братів, які опинилися по різні сторони закону. Виджаянтімала зіграла кохану старшого брата, що став бандитом. Це була одна з найбільш складних її ролей, акторці довелося вивчити бходжпурі (діалект, на якому говорять люди у Східній Індії, в чому їй дуже допоміг її партнер по зйомках Діліп Кумар. Він також підбирав їй сарі для кожної сцени. Гра Виджаянтімали отримала захоплені відгуки критиків. К. К. Рай з журналу Stardust похвалив її виконання ролі, сказавши: «Виджаянтімала зіграла сільську дівчину з такою простотою і витонченістю; і ви б забули, що вона була однією з найбільш гламурних зірок свого часу. Вона також говорила на діалекті бходжпурі як на рідному». За цю роль акторка була удостоєна своєї другої нагороди Filmfare і першої нагороди від Асоціації бенгальських журналістів.
У цьому ж році вона знялася у двох фільмах режисера З. В. Шрідхара: «Подарунок» (рімейк успішного тамільської фільму 1959 року Kalyana Parisu) в парі з Раджем Капуром і тамільською Then Nilavu в парі з Джеминаем Ганесан. У наступному році вона грала в парі з Раджендрой Кумаром в Aas Ka Panchhi. Фільм заробив статус хіта в прокаті, однак гра Виджаянтімали отримала змішані відгуки. У 1963 році Бімал Рой, з яким вона успішно працювала в «Девдасі» і «Мадхуматі», запропонував їй головну роль у своєму новому фільмі «Ув'язнена». Але Виджаянтімала була змушена відмовитися через зайнятість в інших проектах. Роль відійшла Нутан, яка в результаті отримала за неї статуетку Filmfare в 1963 році.
У 1964 році на екрани вийшов фільм «Санг», в якому Виджаянтімала знялася разом з Раджем Капуром і Раджендрою Кумаром. Цей фільм вважається одним з найкращих фільмів про кохання і одним з найбільш касових фільмів за всю історію індійського кіно. За свою роль в цьому фільмі Виджаянтімала була удостоєна своєї третьої нагороди Filmfare. Дінеш Рахея з Rediff відгукнувся про її гру, як «простіше кажучи, блиску. І зрілість, з якою вона показала свою героїню, як її безтурботність, так і страждання, роблять це одним з найбільш незабутніх виступів комерційного кінематографа».
Касовий успіх мали також два наступних фільми Виджаянтімали з Раджендрой Кумаром Zindagi (1964) і «Принцеса та розбійник» (1966). Решта її фільмів тих років були визнані проваленими в прокаті. Найбільше розчарування Виджаянтімала зазнала після фіаско історичної картини «Амрапалі», де вона виконала головну роль в парі з Сунілом Даттом. Як і до цього «Мадхуматі», фільм був висунутий на Оскар як кращий фільм іноземною мовою, але так і не був номінований. Наступного року Виджаянтімала почала зніматися в парі з Діліпом Кумаром у фільмі «Рам і Шіам», але через розбіжності з колегами змушена була перервати зйомки (її роль згодом з успіхом зіграла Вахіда Рехман). Зустрівшись знову на знімальному майданчику фільму «Революція» (1968), актори не сказали один одному ні слова за рамками сценарію.
Успіх прийшов до неї знову в 1967 році після фільму «Викрадач цінностей» режисера Віджая Ананда. Її танцювальний номер на пісню Hothon Pe Aisi Baat Main у виконанні Лати Мангешкар став хітом і вважається одним з найкращих в індійському кіно, а також служить взірцем при створенні інших танцювальних номерів, наприклад у фільмі «Король обману». Роль запропонували Виджаянтімалі після того, як від неї відмовилася Сайра Бану, тільки що вступила в шлюб. Це був її другий досвід роботи з Девом Анандом (перший — «Амардіп» (1958)), і після релізу вони відразу були визнані успішною екранною парою. Наступного року вийшов ще один їхній спільний фільм «Син прокурора», що мав середній успіх в прокаті, але високо оцінений деякими критиками. Дів Ананд також запрошував Виджаянтімалу знятися разом в сіквелі «Викрадача цінностей» — «Повернення викрадачів цінностей» (1996), але до того часу вона не мала наміру повертатися у кінематограф.
Після одруження і народження сина Виджаянтімала залишила кар'єру кіноакторки, але продовжила займатися першою й улюбленою справою свого життя — танцем. Вона відхилила пропозиції зіграти мати Амітабха Баччана в «Стіні» (1975) і дружину Діліпа Кумара в «Гарячому серці» (1981), незважаючи на значимість ролей і гідний гонорар.

### Танцюристка
У 1939 році у віці 6 з половиною років Виджаянтімала була в числі перших індійських танцюристок, які виступали у Ватикані перед Папою Пієм XII й отримала його благословення. З 13-річного віку вона професійно виконувала танці на сцені.
У 1969 році Виджаянтімала стала першою індійською професійною танцюристкою в стилі бхаратанатьям, яка виступала для ООН на 20-х щорічних святкуваннях Дня прав людини. Як танцюристка Виджаянтімала багато виступала в Індії і за кордоном: на Осінньому Фестивалі в Парижі у Франції, на Голландському Фестивалі в Роттердамі в Нідерландах, в Міжнародному Оперному Будинку в Сіднеї в Австралії, США, Росії та інших країнах. Танцювальна кар'єра Виджаянтімали триває понад 50 років, за свої заслуги в галузі танцю вона удостоєна багатьох престижних національних і зарубіжних нагород.
Виджаянтімала досі виступає з танцювальною програмою (що робить її найбільш старшою з відомих виконавців бхаратанатьям) і досліджує різні старі, забуті та рідкісні храмові танцювальні форми (Nava Sandhi Kauthwam, Melaprapti, Todaya Mangalam і Sooladi, Prabhandam).

### Політична діячка
Політична кар'єра Виджаянтімали почалася в 1984 році, коли вона балотувалася на загальних виборах штату Тамілнад від виборчого округу Південний Ченнаї (в той час Південний Мадрас) як кандидатка від партії Індійський національний конгрес. Її суперником на виборах був Іра Челіян (там. இரா. செழியன்), лідер Народної партії (англ. Janata Party) і досвідчений парламентар. Під час кампанії, щоб перемогти Виджаянтімалу, він використовував провокуючі гасла, як «Відправте мене в Лок Сабху. Відправте її РР Сабху». Однак вона виграла вибори з відривом близько 48 тисяч голосів. У 1985 році вона отримала місце в Лок сабхе.
У 1989 році Виджаянтімала знову висунула свою кандидатуру на загальних виборах Тамілнада і перемогла Алаті Аруну (там. ஆலடி அருணா) з партії Дравида Муннетра Кажагам з перевагою майже 12,5 тисяч голосів. Потім у 1993 році вона була номінована Радою штатів строком на шість років. У 1999 році Виджаянтімала подала у відставку з основного членства в партії. У своєму листі до лідеркт партії Соні Ганді вона пояснила причину відставки тим, що їй боляче спостерігати, як партія відходить від своїх принципів після смерті Раджива Ганді, і все важче виправдовувати себе перед суспільством і своєю совістю, що не дозволяє їй залишатися в партії далі. Після цього 6 вересня 1999 року Виджаянтимала вступила в Індійську народну партію.

## Особисте життя
Кіноісторики Банні Рубен і Санджит Нарвекар назвали Виджаянтімалу третьою коханкою Діліпа Кумара після Каміни Каушал і Мадхубали. Завдяки дивовижній екранній хімії 7 їх спільних фільмів стали успішними в прокаті.
Виджаянтімалі також приписували роман з Раджем Капуром, з яким вона знімалася у фільмі «Санг» протягом чотирьох років. Пізніше у своїй автобіографії вона писала, що їхні стосунки були лише рекламним трюком для просування фільму. Однак син Раджа — Ріші Капур і Лакшмі, донька публіциста Капура — Банні Рубена, відповіли, що роман був справжній і навіть призвів до того, що дружина Капура Крішна залишила будинок і разом з дітьми проживала в готелі протягом чотирьох з половиною місяців.
10 березня 1968 року Виджаянтімала одружилася з Чаманлала Балі, особистим лікарем Раджа Капура, і переїхала до Ченнаї. Вони познайомилися, коли Чаманлал був викликаний, щоб лікувати її під час нападу грипу. Щоб одружитися, Балі розлучився з дружиною, з якою мав трьох дітей. В 1976 році Виджаянтімала народила сина Сучіндру Балі. У 1986 році чоловік помер.
Син Виджаянтімали юрист з додатковим ступенем Колумбійського університету (США) у сфері менеджменту. Він пробував себе в модельному бізнесі, кіновиробництві, знявся в кількох тамільських фільмах і у фільмі на гінді «Aanch». 28 серпня 2009 року він одружився з Нандіні, з тієї ж касти Айенгар, з якої походила Виджаянтімала. У жовтні 2011 року у Виджаянтімалі народився перший онук Свара.
Виджаянтімала заснувала «Фонд доктора Балі» і займається благодійністю на підтримку знедолених дітей і жінок Індії. У 2007 році вона видала автобіографію під назвою «Bonding… A Memoir». Акторка багато років захоплюється грою в гольф, виступала в національному чемпіонаті.